# Karol Adamiecki
Karol Adamiecki (ur. 18 marca 1866 w Dąbrowie, zm. 16 maja 1933 w Warszawie) – polski teoretyk zarządzania.
Obok Fryderyka Winslowa Taylora i Henry’ego Fayola jeden z twórców nauki o organizacji i kierowaniu. Sformułował prawa: harmonii doboru, harmonii działania organów pracy zbiorowej, optymalnej produkcji, które obok praw podziału pracy i koncentracji stały się teoretycznymi podstawami nauki organizacji i kierownictwa.

## Nauka i praca zawodowa
Był synem inżyniera górnika. Ukończył Wyższą Szkołę Rzemieślniczą w Łodzi, skąd wyniósł nie tylko podstawy w zakresie matematyki i przedmiotów technicznych, lecz również praktykę w warsztacie szkolnym. Szkołę skończył z najwyższym wyróżnieniem – złotym medalem.
W 1891 ukończył Petersburski Państwowy Instytut Technologiczny, gdzie uzyskał dyplom inżyniera technologa.
W latach 1891–1898 pracował w Hucie Bankowej w Dąbrowie Górniczej, najpierw w biurze technicznym, a potem jako asystent kierownika walcowni. Brał udział w odprawach kierownictwa, podczas których omawiano problem wysokich kosztów produkcji. Według angielskich doradców, którzy zostali zatrudnieni przez dyrekcję dla rozwiązania tego problemu, główną jego przyczyną było lenistwo robotników. Adamiecki nie zgadzał się z tym wnioskiem i w tajemnicy przed dyrekcją poddał obserwacji 16-osobową brygadę. Czas pracy zapisywał w postaci kresek. Na podstawie obserwacji stwierdził, że wysokie koszty spowodowane są nieracjonalnym następowaniem procesów po sobie i stworzył nowy harmonogram. Stworzył w ten sposób narzędzie wspierające zarządzanie procesami, podobne do późniejszego o kilkanaście lat "diagramu Gantta", jednak nie opublikował go aż do 1931 roku. Wówczas też dokonał usprawnień konstrukcyjnych walcarek.
W 1898 został szefem oddziału walcowni Zakładów Hutniczych Hartmana w Ługańsku. Tam usprawnił proces walcowania blach grubych, obniżając przy tym koszt ich wytwarzania.
W 1901 został dyrektorem technicznym w Towarzystwie Akcyjnym Walcowni Rur i Żelaza w Jekatierinosławiu (obecnie Dniepr). Tam także dokonał własnych usprawnień procesu walcowania oraz prowadził ogólniejsze badania czynników oddziałujących negatywnie na organizację produkcji.
Najwcześniejszą wersję opracowanych przez siebie zasad organizacji pracy zbiorowej Karol Adamiecki przedstawił w lutym 1903 roku w Towarzystwie Technicznym w Jekatierinosławiu w formie odczytu w języku rosyjskim pt. Wykreślna metoda organizowania pracy zbiorowej w walcowniach. Referat wywołał sensację i zażarte spory wśród inżynierów rosyjskich. Adamiecki uzasadniał konieczność uzgadniania pracy urządzeń i ludzi jako warunek powodzenia pracy zespołowej, wprowadzając nieznane przed nim w technice pojęcia harmonizacji pracy w czasie. Nadał swej myśli technicznej i wnioskom postać wykreślną, w wyniku czego powstał 'harmonogram' – wykres zbiorowej pracy opracowany na przykładzie procesu produkcyjnego walcowni, której dyrektorem wówczas był Adamiecki.
Adamiecki jako pierwszy zastosował metodę chronometrażu. W wyniku swoich badań stwierdził, że głównym powodem strat czasu w procesie produkcji jest brak uzgodnienia poszczególnych operacji, a także sformułował dwa główne zadania organizatorskie:
- harmonijny dobór poszczególnych elementów systemu wytwórczego, tak aby spośród wielu możliwości wybrać elementy dotyczące zasobów o najdoskonalszej charakterystyce ekonomicznej z punktu widzenia celu procesu produkcyjnego, a więc takich, które pozwalają realizować produkcję wzorcową;
- sprowadzenie funkcjonowania systemu wytwórczego do zharmonizowania w czasie działań wszystkich elementów systemu, aby wytwarzać przy jak najmniejszych stratach czasu.

Konsekwencją obserwacji i wniosków były sformułowane prawa:
- prawo podziału pracy i wynikająca z tego prawa reguła specjalizacji;
- prawo koncentracji – istotą jest łączenie wysoce wyspecjalizowanych komórek w celu wspólnego działania;
- prawo harmonii.

Funkcje kontroli w zarządzaniu określił następująco: powinna być ona dokładna, wystarczająca, nieustanna, niezwłoczna i zrównoważona.
Objął stanowisko dyrektora Zakładów Hutniczych w Ostrowcu Świętokrzyskim, gdzie podczas wielodniowego strajku wykazał solidarność z robotnikami, zaś rok później objął stanowisko dyrektora w Towarzystwie Akcyjnym Ceramicznym „Korwinów” k. Częstochowy. Tam również dokonał istotnych usprawnień procesu suszenia wyrobów ceramicznych, przekonstruował prasy, znacznie podnosząc ich wydajność, zbilansował wykorzystanie ciepła w urządzeniach cegielni, także doprowadzając do zmniejszenia strat i wydatków ciepła.
W 1908 w Stowarzyszenie Techników w Warszawie przedstawił koncepcję ekonomicznych aspektów procesu produkcji, traktując koszty własne jako miernik dobrej lub złej organizacji pracy, publikując ją w 1909 w „Przeglądzie Technicznym” w artykule „Metoda wykreślna organizowania pracy zbiorowej w walcowniach”.
W 1911 zrezygnował z dalszej kariery w przemyśle, założył własne biuro techniczno-konsultacyjne i jako doradca w zakresie organizacji produkcji współpracował z zakładami przemysłowymi, m.in. z fabryką wagonów i maszyn Lilpop, Rau i Loewenstein w Warszawie i zakładami stalowymi K. Rudzki i S-ka w Mińsku Mazowieckim. W 1913 był wykładowcą Kursu dla Inżynierów Wydziału Technicznego Towarzystwa Kursów Naukowych w Warszawie.
Podczas I wojny światowej był doradcą kilku wielkich zakładów hutniczych w Rosji.
W 1915 Stowarzyszenie Techników urządziło w Warszawie cykl konferencji, które doprowadziły do zgodnych wniosków, że same bogactwa naturalne i zjednoczony potencjał gospodarczy ziem polskich nie zapewnią odrodzonemu państwu samodzielności, jeśli praca nie będzie wydajna i dobrze zorganizowana.
Po odzyskaniu niepodległości Piotr Drzewiecki, przyjaciel Adamieckiego, w 1919 założył wraz z nim stowarzyszenie „Liga Pracy”. Organizacja ta nie spełniła jednak pokładanych w niej nadziei, zaś Instytut Naukowej Organizacji musiał zostać z powodów finansowych zlikwidowany. Adamiecki nie krył rozczarowania po owych niepowodzeniach.
W 1918 podjął pracę na Politechnice Warszawskiej, wykładając walcownictwo i kuźnictwo. W 1919 został docentem, a w 1922 profesorem nadzwyczajnym. Od 1922 aż do śmierci kierował świeżo utworzoną na Wydziale Mechanicznym Katedrą Zasad Organizacji Pracy i Przedsiębiorstw Przemysłowych. Od 1923 wykładał także na Wydziale Chemicznym i Elektrycznym. Opiekował się studenckimi kołami naukowymi. Współpracował ze Stowarzyszeniem Techników Polskich, gdzie z jego inicjatywy zaczęły od 1923 powstawać koła inżynierów organizacji pracy, w 1924 liczące już 400 członków.

W 1924 przewodniczył polskiej delegacji na I Międzynarodowy Kongres Naukowej Organizacji w Pradze. Wygłosił tam referat Harmonizacja jako jedna z głównych podstaw organizacji naukowej, który przyniósł mu międzynarodowe uznanie. W tym samym roku na I Zjeździe Polskiej Naukowej Organizacji Pracy w Warszawie wygłosił referat Stanowisko inżyniera jako kierownika zakładów wytwórczych. Powołano tam Komitet Wykonawczy Zrzeszeń Naukowej Organizacji Pracy w Polsce, a on sam został powołany na prezesa Komitetu. W 1925 Adamiecki doprowadził do utworzenia przy Muzeum Przemysłu i Rolnictwa w Warszawie autonomicznego Instytutu Naukowej Organizacji i Kierownictwa (obecnie Towarzystwo Naukowe Organizacji i Kierownictwa), wzorowanego na czechosłowackiej Masarykowej Akademii Pracy, pomyślanego jako ośrodek rozwijania badań w tej dziedzinie i wdrażania ich zastosowań praktycznych. Został również jego pierwszym dyrektorem.

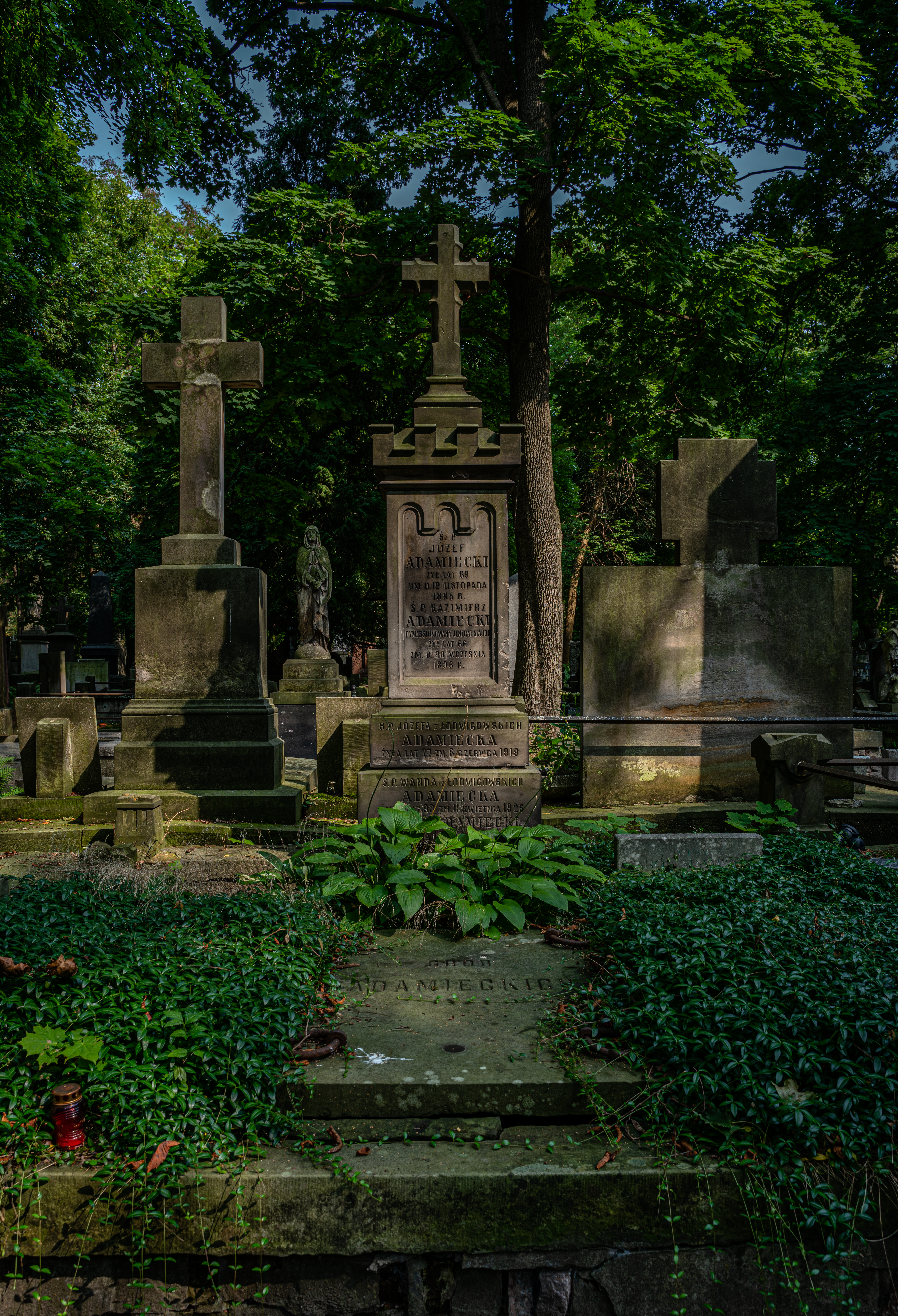
Grób Karola Adamieckiego na cmentarzu Powązkowskim

Dzięki jego zabiegom w 1925 nie doszło do rozbicia międzynarodowego ruchu naukowej organizacji pracy.
Na IV Kongresie w 1929 w Paryżu został wybrany wiceprzewodniczącym Międzynarodowego Komitetu Naukowej Organizacji z siedzibą w Genewie. Był także członkiem korespondentem Akademii Nauk Technicznych.
Został pochowany na cmentarzu Powązkowskim (kwatera 46-2-22,23).

## Publikacje
Karol Adamiecki przywiązywał większą wagę do działania niż pisania, dlatego jego publikowany dorobek naukowy zawiera zaledwie 18 pozycji. Po 1925 przełożono na język polski i wydano drukiem kilkanaście najważniejszych pozycji literatury światowej z zakresu organizacji pracy. Osobiście przetłumaczył wybrane prace H. Le Chateliera, które złożyły się na książkę „Filozofia systemu Taylora” (Warszawa 1926), która dopiero z języka polskiego została przetłumaczona na angielski i włoski. Od 1926 redagował organ Instytutu, miesięcznik „Przegląd Organizacji”. Rozwijając naukową i dydaktyczną działalność Instytutu pracował jednocześnie na Politechnice Warszawskiej oraz utrzymywał związki z praktyką produkcyjną. W 1932 ukazała się drukiem w Warszawie jego książka „Nauka Organizacji i jej rola w życiu gospodarczym” zaś w 1938 w piątą rocznicę śmierci wydano zbiór jego artykułów O istocie naukowej organizacji a w 1970 wybór pism Karola Adamieckiego zatytułowany O nauce organizacji.
Niedługo po śmierci Karola Adamieckiego przyniosły wynik jego starania o reaktywowanie i usamodzielnienie Instytutu Naukowej Organizacji i Kierownictwa (aż do wybuchu wojny Instytut nie zgromadził jednakże środków na wydanie dwóch książek, w których Karol Adamiecki zebrał i usystematyzował swój dorobek naukowy; rękopisy obu dzieł zaginęły).

## Ordery i odznaczenia
- Krzyż Komandorski Orderu Odrodzenia Polski (10 listopada 1928)[4][6]
- Oficer Orderu Lwa Białego (Czechosłowacja, 1929)[7]

## Wyróżnienia
- Złota Odznaka ('Plaque d'Or') Międzynarodowego Komitetu Naukowej Organizacji za „prace jego od lat trzydziestu na polu naukowej organizacji i za wybitne zasługi, przede wszystkim za opracowanie metody harmonizacji będącej obecnie wraz z metodą Taylora podstawą nauki organizacji” (1932),
- honorowy członek Akademii Pracy im. J. Masaryka (Czechosłowacja).

## Opinie

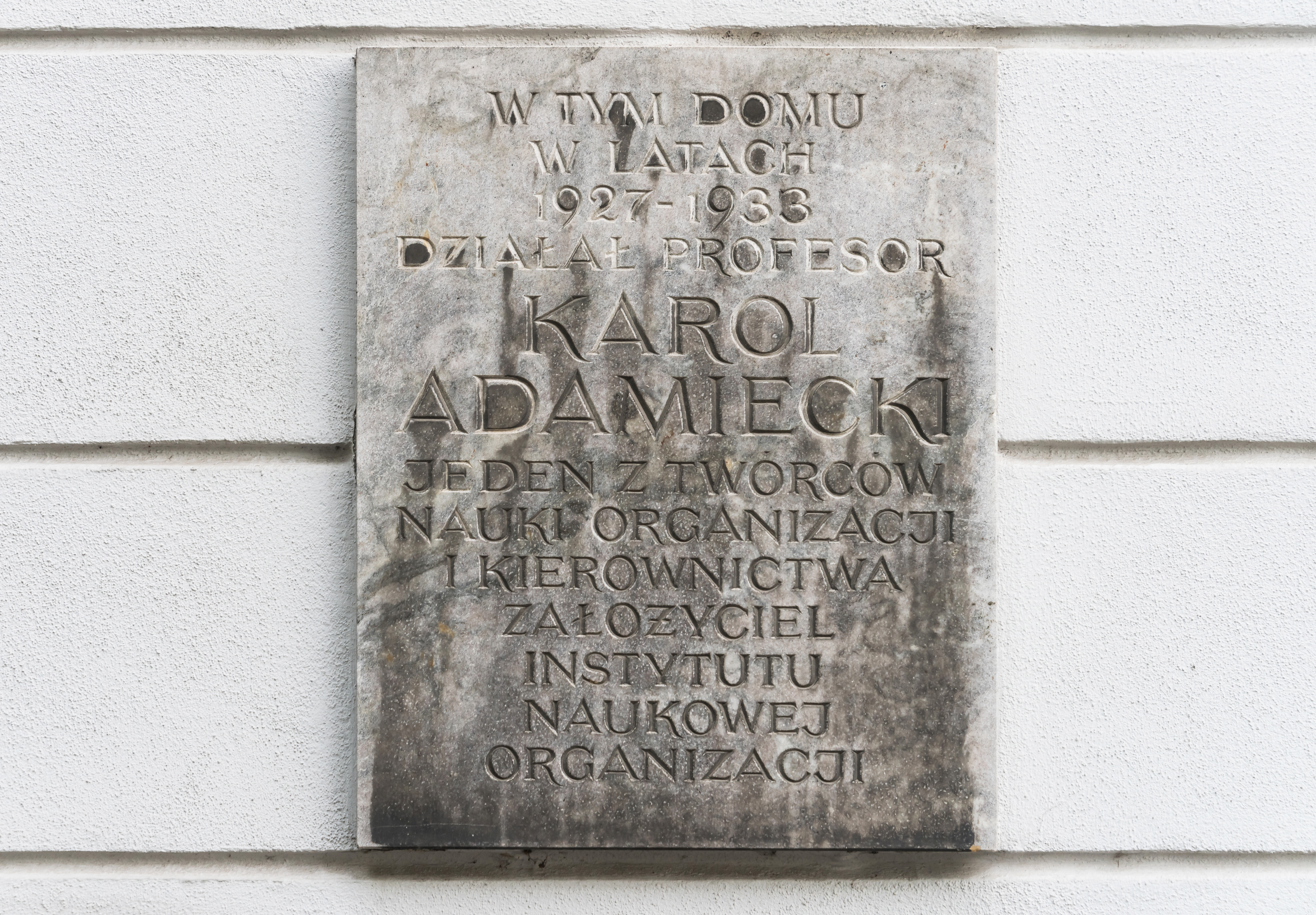
Tablica pamiątkowa na kamienicy przy ul. Mokotowskiej 51/53 w Warszawie

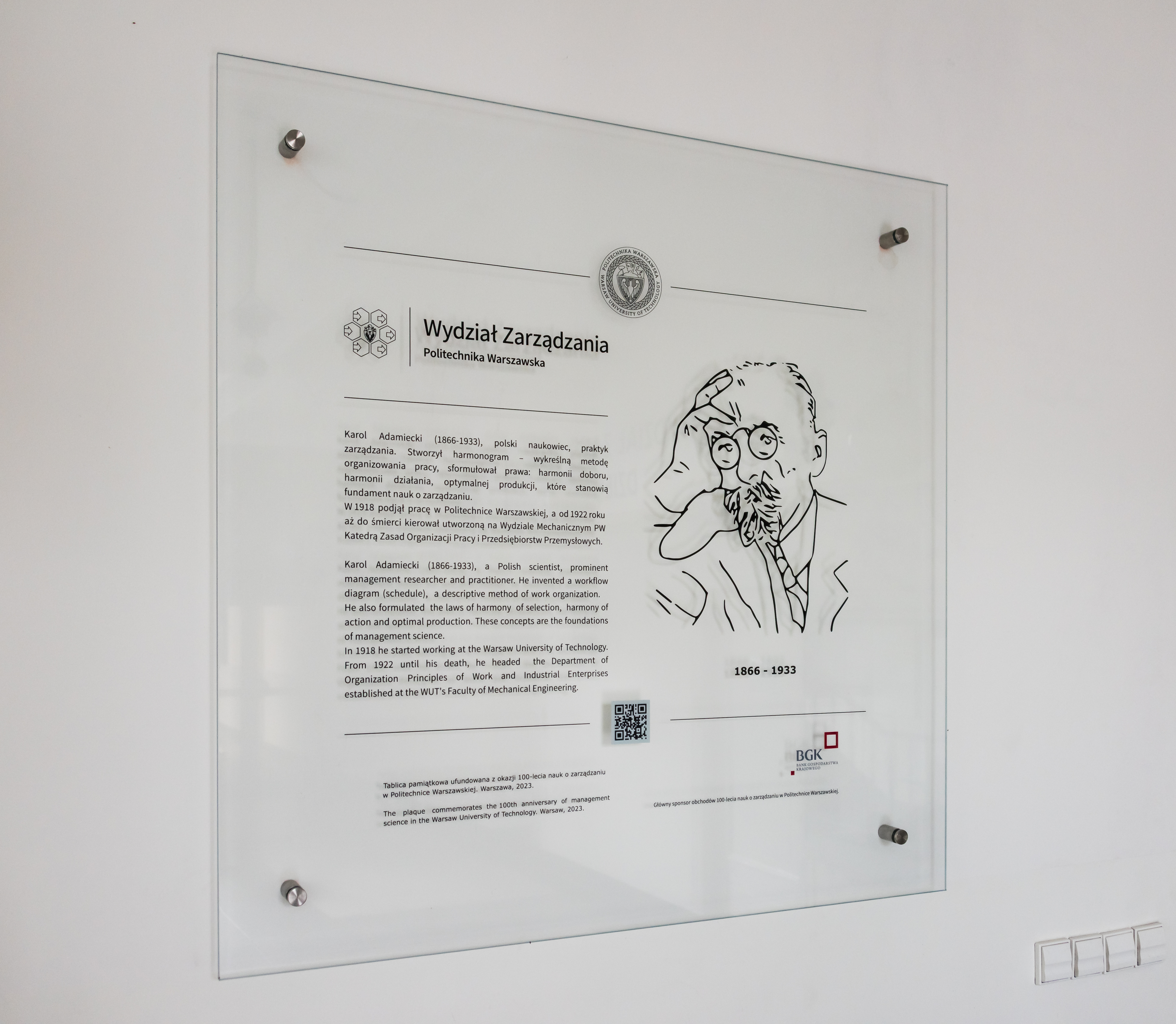
Tablica pamiątkowa w gmachu Nowym Technologicznym przy ul. Narbutta 85

Jedno ze wspomnień pośmiertnych w moskiewskim miesięczniku „Organizacja Truda”: W zeszłym roku umarł Karol Adamiecki. Sam przez się fakt zgonu tego wielkiego praktyka i teoretyka organizacji przemysłowej stanowi wystarczający powód do przeglądu pozostawionej przezeń spuścizny (...) Są to problemy szczelnego wypełnienia dnia pracy, obniżenia kosztów własnych produkcji, organizacji obsługi skomplikowanych urządzeń oraz wyposażenia kierownictwa produkcji w środki wykreślnej analizy i planowania. Jeśli uwzględnimy przy tym, że wzrasta znacznie zainteresowanie wykreślnymi metodami (...) należałoby wyrazić życzenie, aby w celu bardziej gruntownego zaznajomienia się wydany został zbiór prac Adamieckiego i jego szkoły. Doprawdy, aż dziw bierze, jak mało miejsca zajmowała ostatnio postać Karola Adamieckiego w pamięci naszego ogółu – wypowiedział się w latach 70. XX w. Tadeusz Kotarbiński.
Karol Adamiecki, współtwórca naukowej organizacji i kierownictwa, musiał w panteonie wielkich Polaków pozostać bezbronnym świętym, którego imienia wzywa się rzadko, lub nie wzywa się wcale – pisał „Przegląd Techniczny” w 70 lat po debiucie Karola Adamieckiego w tymże piśmie.

## Upamiętnienie
Imię Karola Adamieckiego nosiła Akademia Ekonomiczna w Katowicach (obecnie Uniwersytet Ekonomiczny w Katowicach), Zespół Szkół Ekonomicznych w Dąbrowie Górniczej (miejscu urodzenia), Zespół Szkół nr 1 im. Karola Adamieckiego w Sanoku, Zespół Szkół SIGiE w Ostrołęce, ulica w Dąbrowie Górniczej oraz ulice: na łódzkim Widzewie, w warszawskiej dzielnicy Ursus, we wrocławskim Oporowie oraz w Radzionkowie.
W 1973 roku na frontowej ścianie kamienicy przy ul. Mokotowskiej 51/53 w Warszawie odsłonięto tablicę upamiętniającą Karola Adamieckiego. W 2023 roku tablicę dedykowaną Adamieckiemu odsłonięto również na Politechnice Warszawskiej, w gmachu Nowym Technologicznym PW przy ul. Narbutta 85.
Jedna z ulic na wrocławskim osiedlu Oporów nosi imię Karola Adamieckiego